# Ізенбург (Рейнланд-Пфальц)
Ізенбург (нім. Isenburg) — громада в Німеччині, розташована в землі Рейнланд-Пфальц. Входить до складу району Нойвід. Складова частина об'єднання громад Дірдорф.
Площа — 4,17 км2. Населення становить 618 ос. (станом на 31 грудня 2020).